# Ričica
Ričica (en cyrillique : Ричица) est un village de Bosnie-Herzégovine. Il est situé dans la municipalité de Kakanj, dans le canton de Zenica-Doboj et dans la fédération de Bosnie-et-Herzégovine. Selon les premiers résultats du recensement bosnien de 2013, il compte 410 habitants.

## Démographie

### Évolution historique de la population
| 1948 | 1953 | 1961 | 1971  | 1981 | 1991 | 2013 |
| ---- | ---- | ---- | ----- | ---- | ---- | ---- |
| -    | -    | 910  | 1 080 | 913  | 820  | 410  |

|  |

### Communauté locale
En 1991, la communauté locale de Ričica comptait 1 351 habitants, répartis de la manière suivante :